# 이라크 국민의회

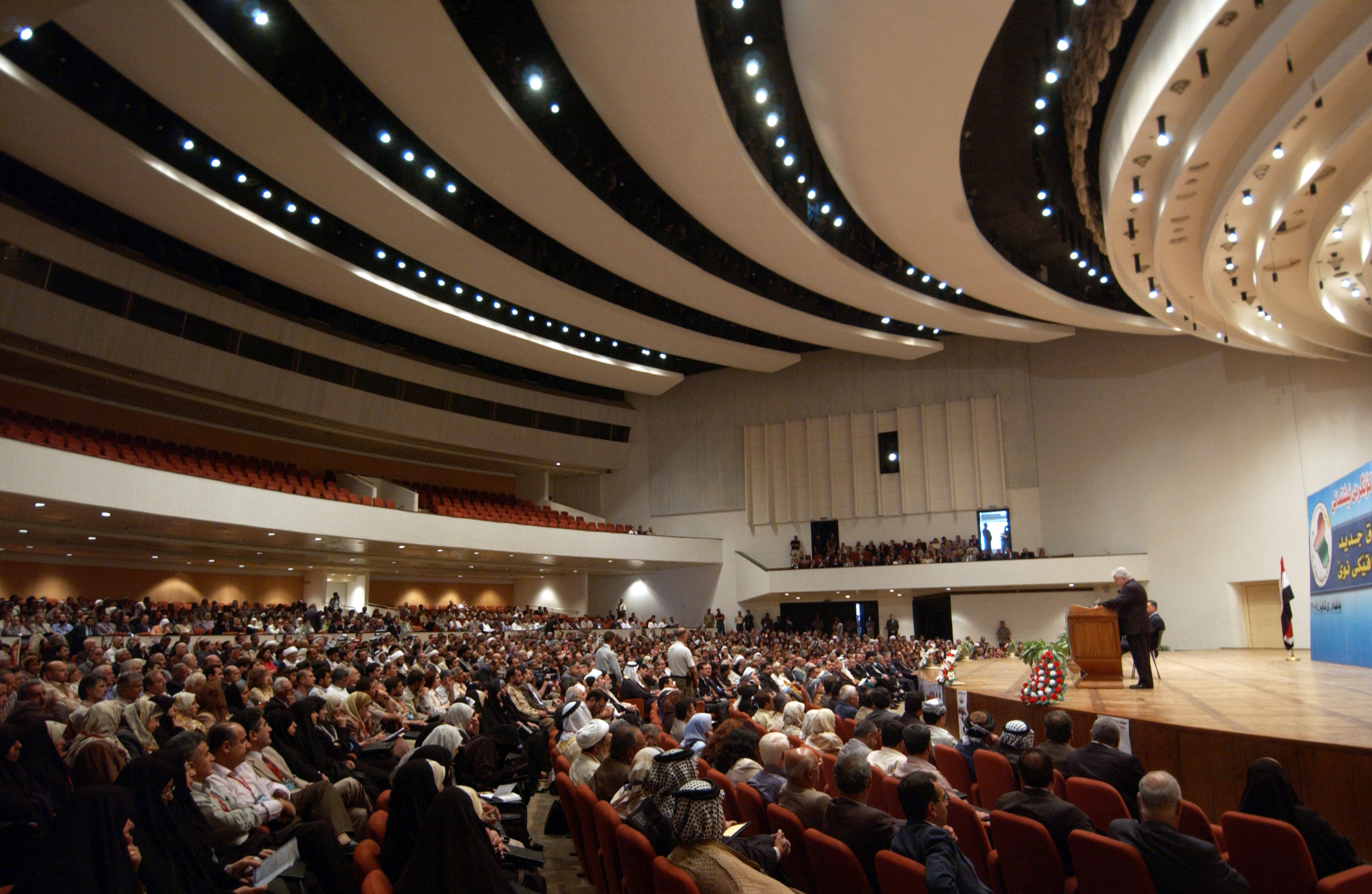
이라크 국민의회가 모이는 바그다드 컨벤션 센터의 내부 모습

이라크 국민의회(아랍어: مجلس النواب)는 이라크 공화국의 단원제 의회이다. 2020년 기준 329석으로 구성되어 있으며 바그다드 그린 존 내에서 모임을 가진다.
1925년 이라크에서는 입헌군주제 하에 양원제 의회가 처음 설치되었다. 1958년 7.14 혁명으로 누리 알사이드 정부를 뒤엎고 들어선 군사정권은 의회를 폐지했다. 사담 후세인 집권 이후로 여러 차례 선거가 재개되었으나 이라크 바트당 의원만이 선출되었다. 2003년에 일어난 이라크 전쟁에서 사담 후세인이 미국에 의해 축출된 이후에 2005년 총선거를 거쳐 재구성되었다. 2005년 헌법에서 상원으로서의 연방 의회도 규정되었으나 현재까지 이를 실현할 구체적인 계획은 진행되고 있지 않다.